# П'ємонтська республіка
П'ємонтська республіка (італ. Repubblica Piemontese) — революційне, тимчасове державне утворення що існувало у період між 1798 та 1799 роками, під час військової інтервенції Першої французької республіки.

## Історія
В липні 1798 році французи на чолі з Бартелемі Катрин Жубер вторглись до П'ємонтського князівства.
П'ємонтська республіка була заснована 10 вересня 1798 року і стала маріонетковою державою Французької республіки під її військовим контролем.
Однак П'ємонтські республіці судилося залишитись невизнаним утворенням під правлінням тимчасового уряду, ціллю якого було прикриття французької анексії.
Республіка була ліквідована після того, як у 1799 році в П'ємонт увійшли війська антифранцузької коаліції.

## Галерея

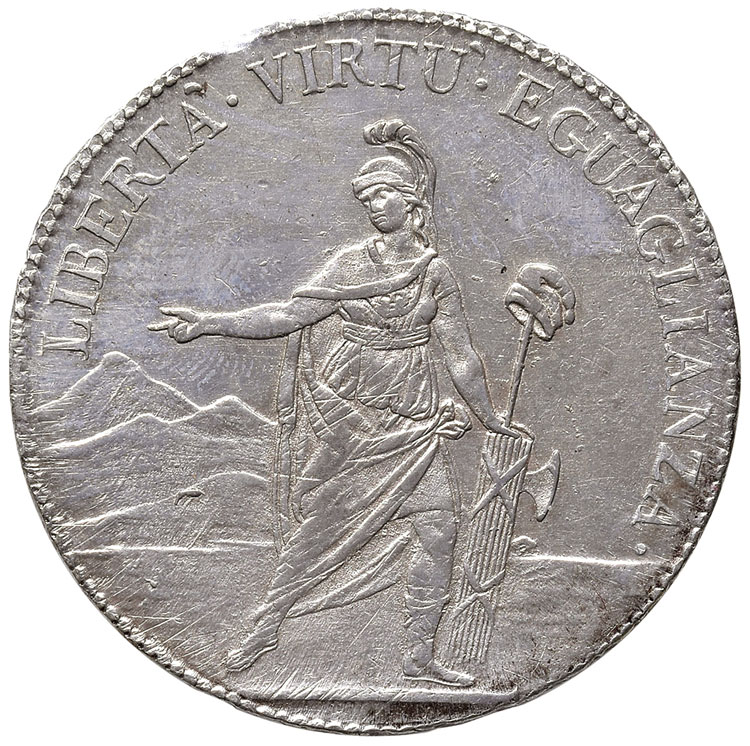
П'ємонтська монета

## Дв. Також
- Субальпійська республіка